# Liste des ministres italiens des Colonies
Cet article dresse la liste des ministres italiens des Colonies entre 1912 et 1953, période d'existence du ministère.
À partir de 1944, ce poste est occupé par intérim par le président du Conseil des ministres et continue d'exister pendant neuf ans, alors que l'Italie a dû renoncer à toutes ses colonies en application du traité de Paris de 1947.

## Liste des ministres

### Royaume d'Italie
| Ministre                                            | Ministre                                          | Mandat                                                       | Parti | Parti       | Gouvernement  |
| --------------------------------------------------- | ------------------------------------------------- | ------------------------------------------------------------ | ----- | ----------- | ------------- |
|                                                     | Pietro Bertolini (1859–1920)                      | 21 novembre 1912 – 21 mars 1914 1 an et 4 mois               |       | UL          | Giolitti IV   |
|                                                     | Ferdinando Martini, (1841–1928)                   | 21 mars 1914 – 18 juin 1916 2 ans, 2 mois et 28 jours        |       | UL          | Salandra I·II |
|                                                     | Gaspare Colosimo, (1859–1944)                     | 18 juin 1916 – 23 juin 1919 3 ans et 5 jours                 |       | UL          | Boselli       |
| Orlando                                             | Gaspare Colosimo, (1859–1944)                     | 18 juin 1916 – 23 juin 1919 3 ans et 5 jours                 |       | UL          |               |
|                                                     | Luigi Rossi (1867–1941)                           | 23 juin 1919 – 14 mars 1920 8 mois et 20 jours               |       | PRI         | Nitti I       |
|                                                     | Francesco Saverio Nitti (par intérim) (1867–1941) | 14 mars 1920 – 21 mai 1920 2 mois et 7 jours                 |       | PRI         | Nitti I       |
|                                                     | Meuccio Ruini (1867–1941)                         | 21 mai 1920 – 15 juin 1920 25 jours                          |       | PRI         | Nitti II      |
|                                                     | Luigi Rossi (1867–1941)                           | 15 juin 1920 – 4 juillet 1921 1 an et 19 jours               |       | PRI         | Giolitti V    |
|                                                     | Giuseppe Girardini (1856–1923)                    | 4 juillet 1921 – 26 février 1922 7 mois et 22 jours          |       | PDSI        | Bonomi I      |
|                                                     | Giovanni Amendola, (1882–1926)                    | 26 février 1922 – 30 octobre 1922 8 mois et 4 jours          |       | PLDI        | Facta I·II    |
|                                                     | Luigi Federzoni (1878–1967)                       | 26 février 1922 – 3 juin 1924 2 ans, 3 mois et 8 jours       |       | ANI         | Mussolini     |
|                                                     | Pietro Lanza di Scalea (1863–1938)                | 3 juin 1924 – 6 novembre 1926 2 ans, 5 mois et 3 jours       |       | PNF         | Mussolini     |
|                                                     | Luigi Federzoni (1878–1967)                       | 6 novembre 1926 – 18 décembre 1928 1 mois et 12 jours        |       | PNF         | Mussolini     |
|                                                     | Benito Mussolini (par intérim) (1883–1945)        | 18 décembre 1928 – 12 septembre 1929 8 mois et 25 jours      |       | PNF         | Mussolini     |
|                                                     | Emilio De Bono (1866–1944)                        | 12 septembre 1929 – 17 janvier 1935 5 ans, 4 mois et 5 jours |       | PNF         | Mussolini     |
|                                                     | Benito Mussolini (par intérim) (1883–1945)        | 17 janvier 1935 – 11 juin 1936 1 an, 4 mois et 25 jours      |       | PNF         | Mussolini     |
|                                                     | Alessandro Lessona, (1891–1991)                   | 11 juin 1936 – 20 novembre 1937 1 an, 5 mois et 9 jours      |       | PNF         | Mussolini     |
|                                                     | Benito Mussolini (par intérim) (1883–1945)        | 20 novembre 1937 – 31 octobre 1939 1 an, 11 mois et 11 jours |       | PNF         | Mussolini     |
|                                                     | Attilio Teruzzi (1882–1950)                       | 31 octobre 1939 – 25 juillet 1943 3 ans, 8 mois et 24 jours  |       | PNF         | Mussolini     |
|                                                     | Melchiade Gabba (1874–1952)                       | 27 juillet 1943 – 11 février 1944 6 mois et 15 jours         |       | Indépendant | Badoglio I    |
|                                                     | Pietro Badoglio (par intérim) (1871–1956)         | 11 février 1944 – 8 juin 1944 3 mois et 28 jours             |       | Indépendant | Badoglio I·II |
|                                                     | Ivanoe Bonomi (par intérim) (1873–1951)           | 18 juin 1944 – 21 juin 1945 1 an et 13 jours                 |       | PDL         | Bonomi II·III |
|                                                     | Ferruccio Parri (par intérim) (1873–1951)         | 21 juin 1945 – 8 décembre 1945 5 mois et 17 jours            |       | PdA         | Parri         |
|                                                     | Alcide De Gasperi (par intérim) (1873–1951)       | 10 décembre 1945 – 1er juillet 1946 6 mois et 23 jours       |       | DC          | De Gasperi I  |
| Titres successifs : - Afrique italienne (1937-1946) |                                                   |                                                              |       |             |               |

### République italienne
| Ministre                                            | Ministre                                     | Mandat                                                   | Parti | Parti | Gouvernement                  |
| --------------------------------------------------- | -------------------------------------------- | -------------------------------------------------------- | ----- | ----- | ----------------------------- |
|                                                     | Alcide De Gasperi, (par intérim) (1873–1951) | 13 juillet 1946 – 19 avril 1953 6 ans, 9 mois et 6 jours |       | DC    | De Gasperi II·III·IV·V·VI·VII |
| Titres successifs : - Afrique italienne (1946-1953) |                                              |                                                          |       |       |                               |